# Estádio Durival Britto e Silva
O Estádio Durival Britto e Silva, também conhecido como Vila Capanema, é um estádio de futebol brasileiro localizado em Curitiba, capital do estado do Paraná. Foi inaugurado em 1947.

## História
O nome Durival Britto e Silva é uma homenagem ao então superintendente da Rede de Viação Paraná-Santa Catarina (RVPSC) na época da construção do estádio.  Já o apelido Vila Capanema é a denominação antiga do bairro onde esta localizado, hoje Jardim Botânico. Foi uma das sedes da Copa do Mundo de 1950, realizada no Brasil. Foi construído pelo Clube Atlético Ferroviário, que posteriormente se fundiu com o Britânia S.C. e com o Palestra Itália F.C., formando o Colorado Esporte Clube, que passou a ser administrador do estádio. Em 1989, uma nova fusão, desta vez o Colorado se uniu ao Esporte Clube Pinheiros e formou o Paraná Clube, novo administrador do estádio  (a propriedade é do governo federal - União).
O terreno onde foi construído era de propriedade da VRPSC, empresa que ajudou a fundar o Clube Atlético Ferroviário, por meio de seus funcionários.
Desde 1971, existia uma ação judicial pela posse da área. O Governo Federal repassou o direito para o estado do Paraná, mas a prefeitura de Curitiba procurava selar um acordo para ocupar a área e construir um Centro Administrativo.
Em 24 de setembro de 2018, o presidente Michel Temer assinou medida provisória que concedeu ao Paraná Clube a posse do Durival Britto por um período de trinta anos, renováveis por igual período e tempo indeterminado. A Medida Provisória, que tem força de lei, encerrou a disputa judicial pela posse do terreno, que se estendia por cerca de quatro décadas.

### Construção e inauguração
Sua construção foi um marco na vida do Clube Atlético Ferroviário e na história do futebol paranaense. O clube, fundado em 1930 por funcionários da Rede Ferroviária, estava crescendo e precisava de um estádio de porte para mandar seus jogos.
Foi feito então um projeto pelo arquiteto Rubens Maister, projetista da construtora Thá, que foi apresentado por Reinaldo Thá ao superintendente da empresa, Durival Britto e Silva e ao presidente do Clube, Heron Wanderley. Ambos acharam ótima a ideia e se entusiasmaram com o projeto, mas alegaram não ter recursos para bancar a obra. Então o dinâmico Reinaldo Thá foi à luta, atrás do dinheiro, do material e da mão-de-obra para construir o estádio.
Depois de inaugurado em 23 de janeiro de 1947, ele passou a ser o terceiro maior estádio do país, com capacidade inferior apenas ao Pacaembu, em São Paulo e ao São Januário, no Rio de Janeiro.
A inauguração foi realizada em uma quinta feira à noite e serviu para testar o sistema de iluminação. Foi uma partida amistosa entre o dono da casa, o Ferroviário, e o Fluminense do Rio de Janeiro, um dos principais clubes do Brasil. O jogo terminou em 5 a 1 para os cariocas, e o primeiro gol foi marcado por Careca, atacante do Fluminense.

### Copa do Mundo de 1950
Quando o Brasil ganhou o direito de sediar a Copa do Mundo de futebol em 1950, a primeira após 12 anos de paralisação por causa do grande conflito mundial, a cidade de Curitiba credenciou-se para ser uma das sub-sedes. A Federação Paranaense de Futebol ofereceu à CBD (então Confederação Brasileira de Desportos) o recém inaugurado Estádio Durival Britto. A CBD incluiu Curitiba no circuito da Copa, graças à existência do estádio do Ferroviário, e uma comissão de vistoria veio até a cidade para analisar o espaço.
O estádio foi aprovado por unanimidade e no dia 25 de junho de 1950, ficou lotado para o jogo entre Espanha e Estados Unidos. O segundo jogo da Copa em Curitiba aconteceu no dia 29 de junho entre as seleções de Paraguai e Suécia. O estádio Durival Britto e Silva entrava para a história das grandes praças esportivas do mundo.

### Jogos da Copa do Mundo de 1950 na Vila Capanema
| 25 de junho de 1950 15:00 | Espanha                              | 3–1 | Estados Unidos  | Curitiba, Estádio Durival de Britto Arbitro: Vianna ( Brasil) Público: 9.311 |
|                           | Basora 75'2T', 78'2T' · Zarra 85'2T' |     | J. Souza 17'1T' |                                                                              |

| 28 de junho de 1950 15:30 | Suécia                           | 2–2 | Paraguai                          | Curitiba, Estádio Durival de Britto Arbitro: Mitchell ( Escócia) Público: 7.903 |
|                           | Sundqvist 24'1T' · Palmer 26'1T' |     | A. López 32'1T' · C. López 89'2T' |                                                                                 |

### Clube Atlético Ferroviário, Colorado Esporte Clube e Paraná Clube na Vila Capanema
Sob o comando do Clube Atlético Ferroviário, a Vila Capanema foi palco de grandes jogos e grandes finais de campeonatos. O primeiro foi em 1950, quando o Ferroviário disputou a final com o rival Coritiba e sagrou-se campeão Paranaense. Três anos mais tarde, no dia 28 de novembro de 1953, o Ferroviário conquistava o seu mais importante título, "Campeão do Centenário", mais uma grande festa na Vila. E em 1965 o Ferroviário conquistava mais um título paranaense no Estádio Durival Britto, novamente em cima do rival Coritiba.
No ano de 1971, o Ferroviário se fundiu a outros dois clubes de Curitiba, dando origem ao Colorado Esporte Clube, e o Durival Britto e Silva passou a ter novo dono. Em toda a história do Colorado, o jogo mais marcante na Vila Capanema foi a final do Campeonato Paranaense de Futebol de 1980, disputado contra o Cascavel que podia perder por até 3 a 0. Após sofrer dois gols, o time do interior iniciou um "cai-cai" no gramado e a partida precisou ser paralisada diversas vezes antes do término do primeiro tempo. Mesmo assim, os jogadores do Cascavel continuaram a se atirar no campo e o jogo foi encerrado. Com um ato administrativo, o presidente da FPF na época, Luiz Gonzaga da Motta Ribeiro, declarou as duas equipes campeãs.
Em outra fusão, desta vez entre o Colorado e o Esporte Clube Pinheiros, em 1989, nasceu o Paraná Clube. A Vila muda de dono novamente e passa a ser um dos estádios do promissor clube, que também herdou a Vila Olímpica do Boqueirão (Estádio Érton Coelho Queiroz), que pertencia ao Pinheiros. Após muitos anos, a Vila Capanema voltou a ser palco de uma comemoração de título. Foi em 1993, quando 16 mil torcedores compareceram e viram o Paraná Clube ganhar do Matsubara por 3 a 1 e conquistar o seu segundo título de campeão paranaense.
O Paraná seguiu mandando jogos na Vila até que em 2003 foi criado o Estatuto do Torcedor, que exigia o uso de estádios com capacidade mínima para 15.000 pessoas. O clube passou então a atuar no Pinheirão, e designou a Vila Capanema para o treinamento dos profissionais e para partidas das categorias de base. Os únicos jogos do time profissional realizados nesse período foram os do Torneio da Morte, quadrangular que definiria os rebaixados no Campeonato Paranaense de 2004, quando a Paraná venceu facilmente os três jogos que contaram com casa cheia, mostrando todo o carinho da torcida paranista com o estádio histórico.

### Campanha "Vila, tá na Hora!"
No fim do ano de 2005, após inúmeros pedidos da torcida, o Paraná Clube iniciou a campanha "Vila, Tá na hora!", comandada pelos então diretores de planejamento e marketing, Márcio Villela e Neto Gayer. Iniciou-se então, uma série de obras de revitalização, ampliação e de adequação ao Estatuto do Torcedor.
Além de reformas no gramado, bares, banheiros etc., e a construção da curva norte, com capacidade para 8.500 pessoas, a principal obra foi a construção de 72 camarotes sobre a arquibancada da reta do relógio. Vendidos rapidamente a preços entre R$ 26.000,00 e R$ 39.000,00, o valor arrecado foi de R$ 1.820.000,00, alavancando as obras, orçadas em quase dois milhões e meio de reais. Além disso, uma série de produtos, como canecas, pulseiras e chaveiros da campanha foram lançados. Com excelente resposta da torcida, as obras foram todas feitas por esses recursos.
A reinauguração do estádio, agora com capacidade para 20.083 torcedores (a capacidade operacional liberada conforme CNEF/CBF 2016 é de 17.140 torcedores), aconteceu dia 20 de setembro de 2006, às 19h30, quando o Paraná ganhou do Fortaleza por 2 a 0, com gols de Leonardo e Peter, em partida válida pelo Campeonato Brasileiro. 

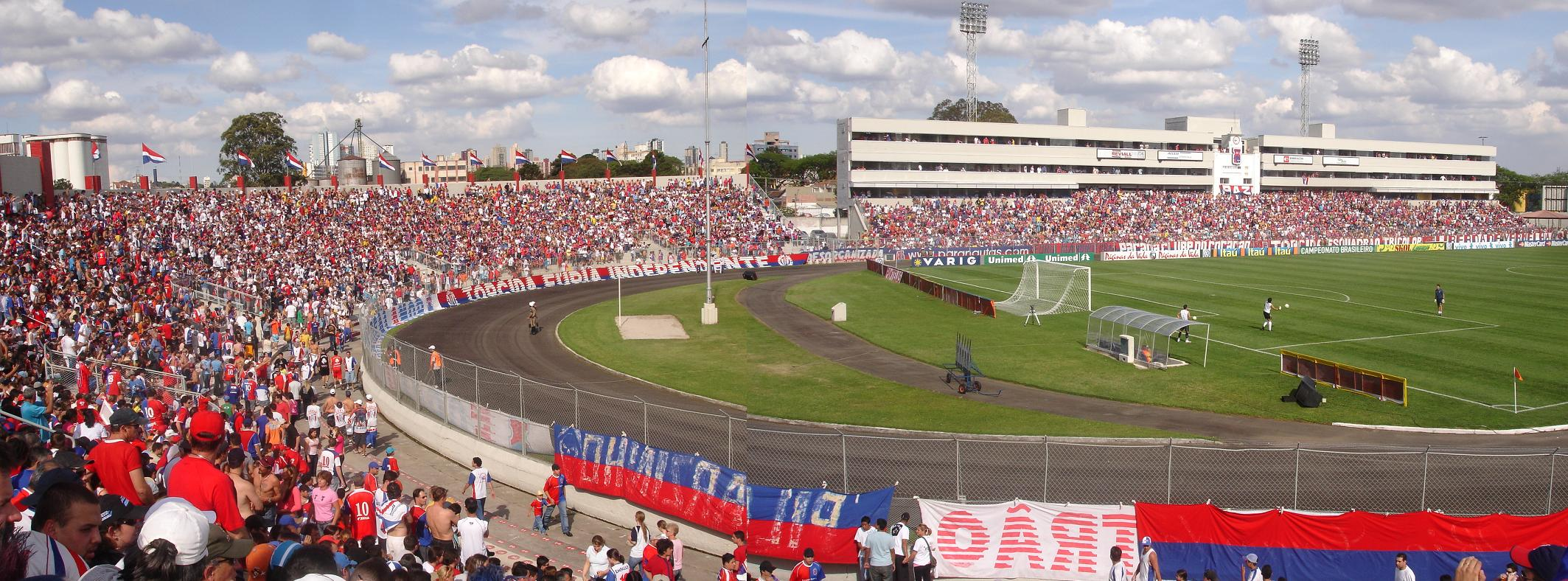
Vista panorâmica da Vila Capanema recém reinaugurada.

Em 2007, a Vila Capanema voltou a figurar no cenário internacional do futebol. Foi quando o Paraná Clube participou pela primeira vez da Copa Libertadores da América. Foram disputados cinco jogos na Vila até o time paranaense ser eliminado da competição, pelo Libertad do Paraguai nas oitavas de final. Na fase de grupos os jogos foram contra o compatriota Flamengo, o Real Potosí da Bolívia e o Union Maracaibo da Venezuela. Na primeira fase, também chamada de pré-libertadores, o Paraná enfrentou o Cobreloa do Chile. Também em 2007, a Vila foi o palco de mais uma final do Campeonato Paranaense, quando o Tricolor da Vila perdeu o título para o Paranavaí.

## Localização

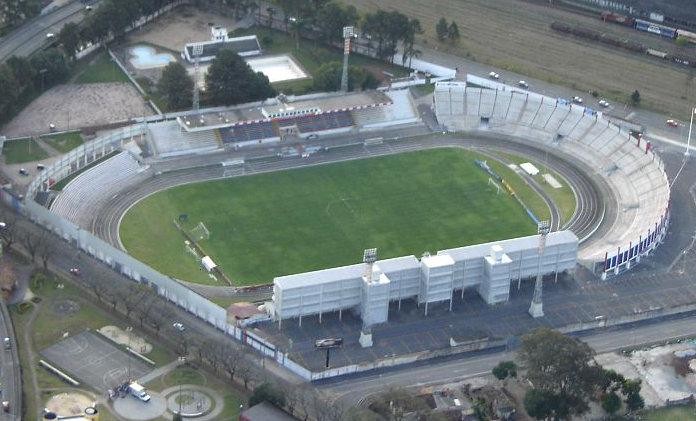
Estádio visto do alto.

O estádio fica no bairro Jardim Botânico, região central de Curitiba, oficialmente na Rua Engenheiros Rebouças, sem número. Fica ao fundo da Rodoferroviária de Curitiba e do pátio de manobras da Rede Ferroviária. Muito próximo ao estádio passa o Rio Belém e o Viaduto Colorado.
Apesar de ser um bairro residencial, perto ao estádio, na Rua Engenheiros Rebouças encontram-se sedes de alguns órgãos públicos e empresas, como IAP, Sanepar e Cavo. 
Até as obras de 2006, o acesso principal para a torcida paranista ao estádio era pela Rua Engenheiros Rebouças. Depois das obras, com a construção da Curva Norte o acesso foi transferido para a Avenida Doutor Dário Lopes dos Santos (continuação da Avenida Presidente Getúlio Vargas).

## Setorização

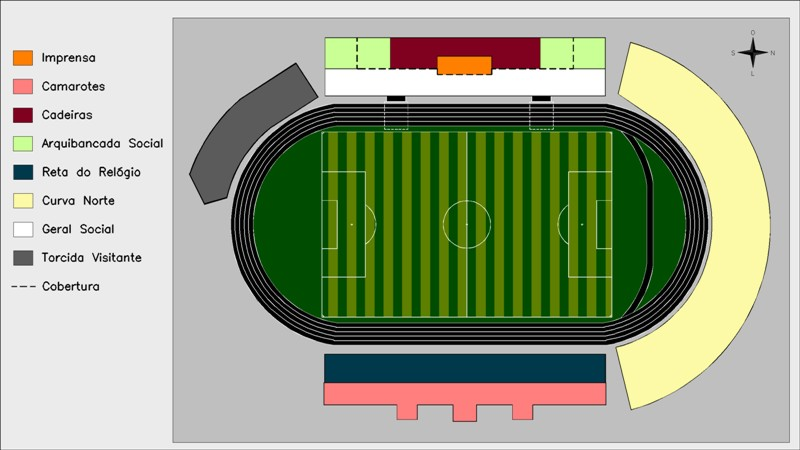
Esquema detalhado mostrando a setorização da Vila Capanema.

As arquibancadas da Vila Capanema são divididas em cinco setores para o público, dos quais quatro são para a torcida local. São eles:
- Curva Norte
- Reta do Relógio
- Sociais Cobertas
- Cadeiras Cobertas

A área destinada aos Visitantes fica ao lado das arquibancadas sociais. Além desses setores, existem a geral que fica à frente das Sociais e os Camarotes que foram construídos recentemente sobre a Reta do Relógio. As cabines de rádio e TV ficam em cima das arquibancadas sociais (de frente à Reta do Relógio).
O acesso para a torcida mandante é feita pela Rua Dr. Dário Lopes dos Santos e para a torcida adversária pela Rua Engenheiros Rebouças, na antiga fachada do estádio. A entrada para o estacionamento é na Rua Pedro de Araújo Franco.